# Woody Headspeth

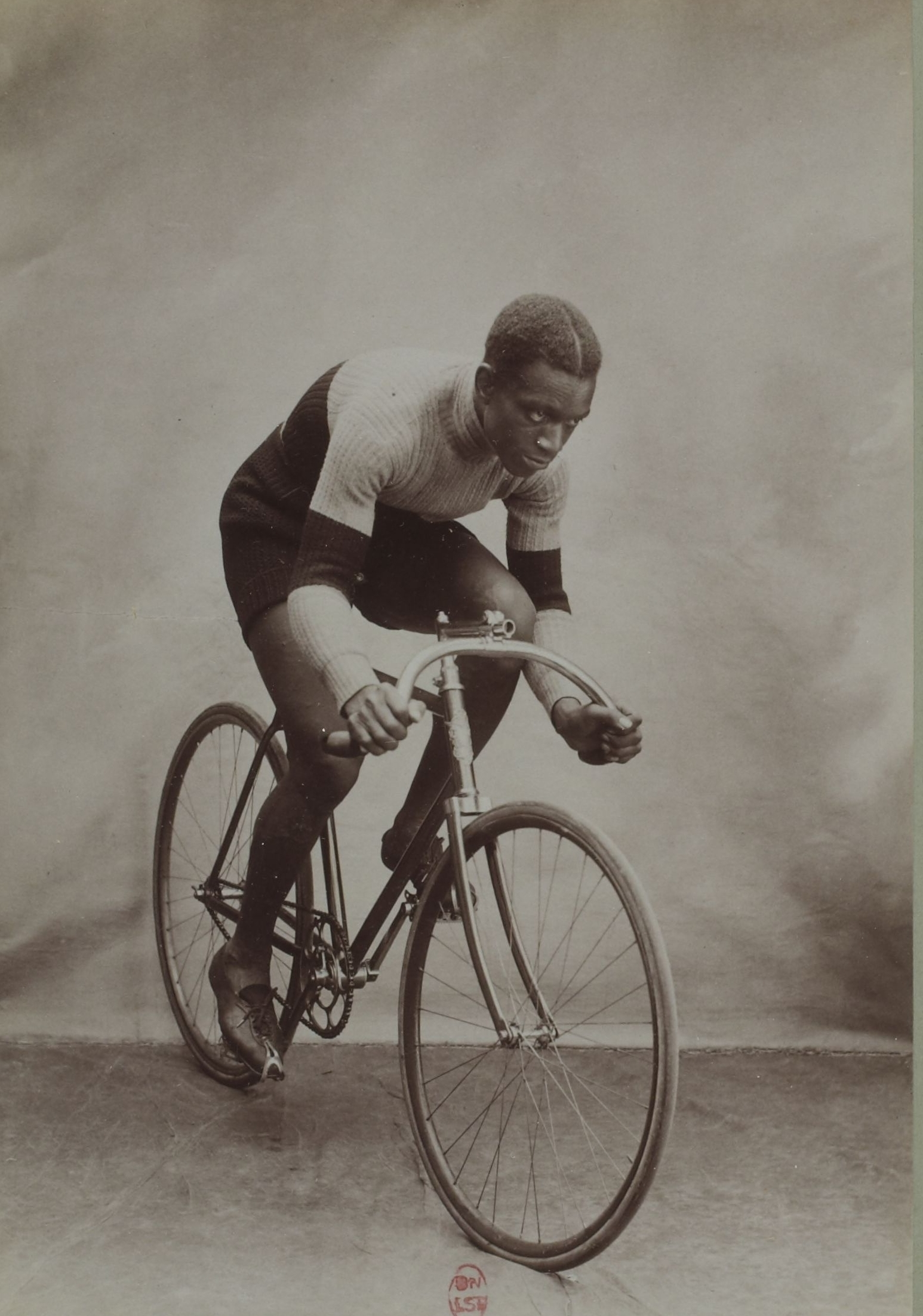
Woody Headspeth (1904)

Woody Headspeth, auch Hedspeth oder Hedspath, (* 14. Juni 1881 in Indianapolis; † 16. April 1941 in Lissabon) war ein US-amerikanischer Radrennfahrer.

## Biographie
Woody Headspeth war einer der ersten schwarzen Radrennfahrer der Geschichte, wenn auch nie so erfolgreich wie der erste schwarze Weltmeister von 1899, Major Taylor. Er wurde als „fastest colored rider in the country“ neben Taylor bezeichnet. Headspeth stammte wie der drei Jahre ältere Taylor aus Indianapolis, und die beiden Männer waren befreundet. Sein größter Erfolg war 1898 der Sieg beim Sechstagerennen in Dayton, das damals noch von einem Fahrer allein sechs Tage rund um die Uhr bestritten wurde.  Am 31. Juli 1902 stellte er in Dayton einen Stundenweltrekord über 26 miles 19 yards (= 41,86 Kilometer) auf, der aber nicht offiziell anerkannt wurde. Beim New Yorker Sechstagerennen 1903 belegte er in einer Zweier-Mannschaft gemeinsam mit einem Fahrer namens Dove den elften und letzten Platz.
1903 reiste Headspeth erstmals nach Europa; er kam in Paris nur mit einem Koffer an und ohne ein Fahrrad. Er ging nach Europa, da er in den USA immer wieder Probleme hatte, als Schwarzer eine Rennlizenz zu erhalten. Dort bestritt er die lukrativen Steherrennen, vor allem in Deutschland, Frankreich, den Niederlanden und Belgien. 1903 startete er beim 24-Stunden-Rennen Bol d’Or in Paris, gab aber auf. 1906 belegte er gemeinsam mit dem Böhmen Emanuel Kudela Platz zwei bei einem 24-Stunden-Rennen auf der Radrennbahn Steglitz. Das Pariser Publikum taufte ihn „No. 2“ (Nummer 1 war Taylor). In Europa waren die rassischen Vorbehalte weniger stark als in den USA, wenn auch durchaus vorhanden: Als er etwa 1905 in Amsterdam an einem Rennen teilnahm, wurde im Programm hinter den Namen der Fahrer die Nationalität vermerkt, hinter Headpeths Namen stand in Klammern „Neger“. Headspeth fuhr Rennen bis zu seinem 50. Lebensjahr. Auch arbeitete er als Helfer und Mechaniker auf Radrennbahnen, so unter anderem für den Steher-Weltmeister Victor Linart.
Woody Headspeth hatte 1899 in den USA geheiratet. In Frankreich war er mit einer französischen Balletttänzerin liiert oder verheiratet und lebte in Paris. Das Paar hatte eine Tochter. Als die Wehrmacht im Zweiten Weltkrieg im Juni 1940 Paris besetzte, floh er nach Portugal, wo er vom Roten Kreuz als „Member of the Repatriation Group 14 from Paris“ betreut wurde. Er starb 1941 an Typhus und Tuberkulose im Hospital Curry Cabral in Lissabon, wo er auch beerdigt wurde. Seine Habseligkeiten, die als „armselig“ beschrieben wurden, wurden aus medizinischen Gründen verbrannt.